# Загоруй, Пётр Илларионович
Пётр Илларионович Загоруй (1925, Мельниковцы, Винницкий округ — 6 ноября 1992) — советский хозяйственный, государственный и политический деятель.

## Биография
Родился в 1925 году в деревне Мельниковцы Ситковецкого района Винницкой области. Член КПСС.
Участник Великой Отечественной войны и советско-японской войны
С 1945 года — на хозяйственной, общественной и политической работе.
- В 1945—1952 гг. — старший инспектор отдела социального обеспечения Железнодожного райисполкома г. Хабаровска, заведующий отделом

Железнодорожного райкома комсомола, секретарь комитета ВЛКСМ завода, заведующий отделом Хабаровского горкома ВЛКСМ, секретарь Железнодорожного райкома ВЛКСМ в г. Хабаровске.
- В 1952—1954 гг. — слушатель Хабаровской краевой партийной школы.[1]
- В 1954—1966 гг. — заведующий отделом, секретарь Соболевского райкома КПСС.[1]
- В 1966—1967 гг. — заведующий отделом административных и торгово-финансовых органов Камчатского обкома КПСС.[1]
- В 1967—1968 гг. — председатель Петропавловск-Камчатского горисполкома.[1]
- В 1968—1984 гг. — первый секретарь Петропавловск-Камчатского городского комитета КПСС.[1]

C 1984 гг. — персональный пенсионер.
Делегат XXIV, XXV и XXVI съездов КПСС.
Умер в 1992 году.